# جو جادج
جو جادج (بالإنجليزية: Joseph Ignatius Judge) هو لاعب كرة قاعدة أمريكي، ولد في 25 مايو 1894 في مانهاتن في الولايات المتحدة، وتوفي في 11 مارس 1963 في واشنطن العاصمة في الولايات المتحدة.

## وصلات خارجية
- جو جادج على موقعبيزبول رفرنس.كوم (الدوري الرئيسي) (الإنجليزية)
- جو جادج على موقعبيزبول رفرنس.كوم (الدوري الثانوي) (الإنجليزية)
- جو جادج على موقع جمعية أبحاث البيسبول الأمريكية (الإنجليزية)
- جو جادج على موقع مشجعي الرسوم البيانية (الإنجليزية)